# Légoltalmi sziréna

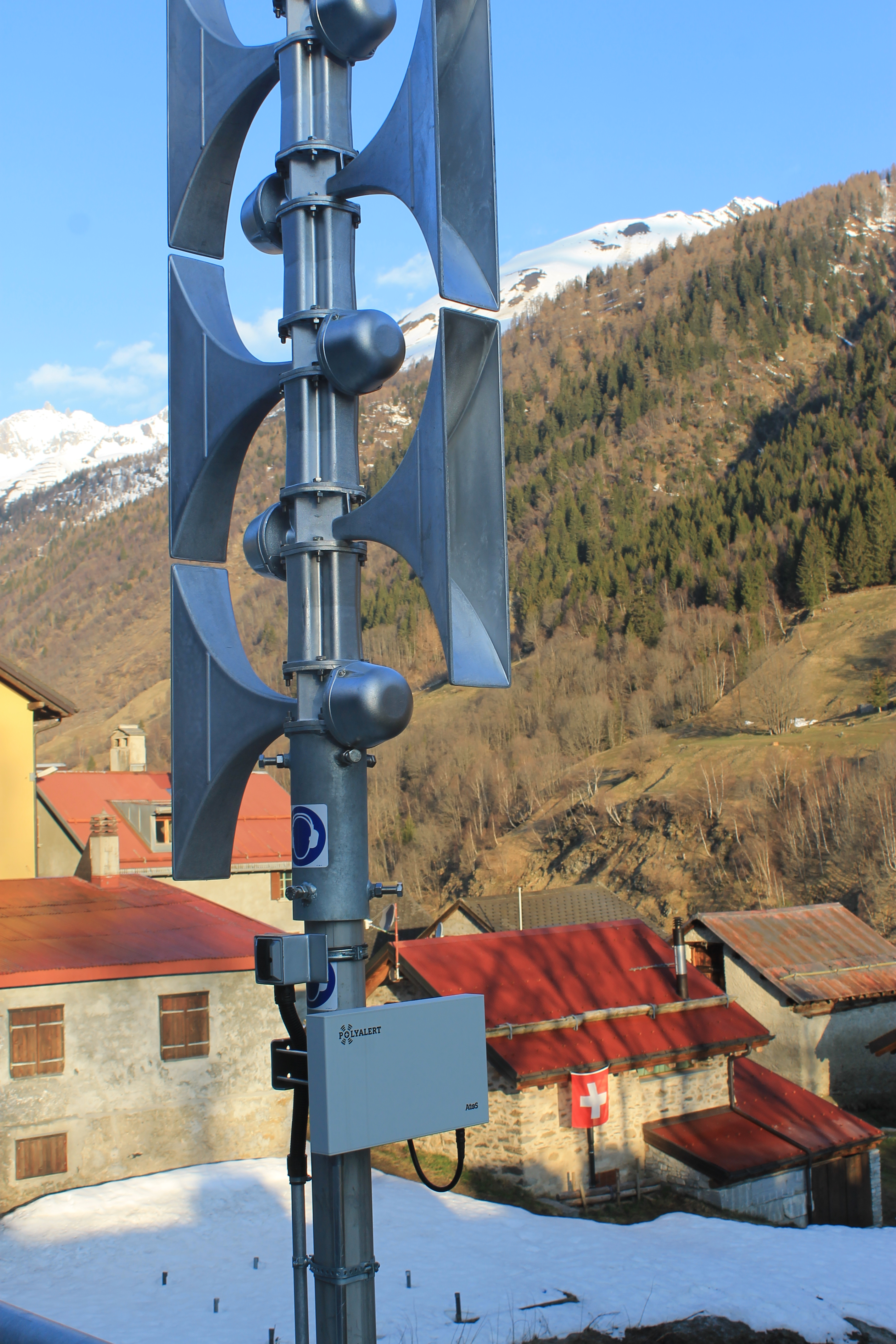
Svájci polgári védelmi jelzés: sziréna Polyalert vezérlőegységgel

A légoltalmi (vagy légvédelmi) sziréna légitámadásra figyelmeztető jelzőrendszer.
A második világháború idején telepítették a legtöbbet globálisan, akkor volt a legnagyobb szerepük. Jellegzetes hangjukat hallva azonnal megfelelő óvóhelyet kell keresni, és el kell rejtőzni egy lehetséges bomba- vagy vegyi támadás esetén. Korszerű magyar megfelelője a MoLaRi, amelyet inkább vegyi veszélyek esetén működtetnek, ugyancsak lakossági figyelmeztető céllal. Habár újat nem telepítenek, a régi szirénák néhány településen még mindig megtalálhatók, magas oszlopokon, panelházak tetején, jellegzetes domború tetejük miatt könnyen észrevehetőek.